# كورلي (دائرة انتخابية في المملكة المتحدة)
كورلي (بالإنجليزية: Chorley)‏ هي إحدى الدوائر الانتخابية في المملكة المتحدة الممثلة في مجلس العموم في برلمان المملكة المتحدة.
عضو البرلمان الذي يمثلها حالياً هو :Mr Lindsay Hoyle (Lab).